# Ladignac-le-Long
 Ladignac-le-Long  (en occitano Ladinhac) es una población y comuna francesa, situada en la región de Lemosín, departamento de Alto Vienne, en el distrito de Limoges y cantón de Saint-Yrieix-la-Perche.

## Demografía
| 1636 | 1514 | 1390 | 1245 | 1190 | 1089 | 1122 |
| Para los censos de 1962 a 1999 la población legal corresponde a la población sin duplicidades (Fuente: INSEE [Consultar]) |      |      |      |      |      |      |